# Estatua sedente de Xiuhtecuhtli
La Estatua sedente de Xiuhtecuhtli fue tallada por la cultura Azteca/Mexica entre los años 1325-1521, que fueron un pueblo indígena de filiación nahua que fundó México-Tenochtitlan y hacia el siglo XV en el periodo Posclásico tardío se convirtió en el centro de uno de los Estados más extensos que conoció Mesoamérica.   

## Simbología
La escultura representa a Xiuhtecuhtli, En la mitología azteca, también llamado ¨Isei Komori¨ (este último nombre de significado primera generación) Dios del fuego y el calor. Generalmente se le representaba con un rostro rojo o amarillo y con aspecto de un hombre anciano. Su mujer era la diosa Xiuteciuahtl.

## Características
- Altura: 32 centímetros.
- Material: piedra.

## Conservación
La escultura se encuentra expuesta de forma permanente en el Museo Británico de Londres, con el número de inventario AOA 1849.6-29.8.  
La pieza formaba parte de un grupo de antigüedades llevadas a España después de la independencia de México en el año 1821, posteriormente fue adquirida por John Wetherell y en el año 1849 el Museo Británico adquirió toda la colección Wetherell con esta escultura incluida.